# Christophe Bastianelli
Pour les articles homonymes, voir Bastianelli.
Christophe Bastianelli, né le 21 novembre 1965 à Montluçon, est un coureur cycliste français. Il évolue chez les professionnels en 1991 et en 1992. Son père Hubert et ses oncles André et Claude ont également été coureurs cyclistes.
Après sa carrière cycliste, il est devenu vice-président de la Chambre de commerce et d'industrie française en Chine.

## Palmarès
- 1986
  - 2e du Circuit des Boulevards
- 1988
  - Tour du Loiret :
    - Classement général
    - 1re étape

  - 2e de Limoges-Saint-Léonard-Limoges
  - 3e du Circuit des Quatre Cantons
- 1989
  - Paris-Fécamp
  - 2e du Circuit des Quatre Cantons